# Aéroport de Bastia-Poretta
Pour un article plus général, voir Bastia.
Pour les articles homonymes, voir BIA.
L'aéroport de Bastia Poretta (code IATA : BIA • code OACI : LFKB) est un aéroport du département de la Haute-Corse. Il est situé à 16 km au Sud de Bastia, à Lucciana.

## Historique

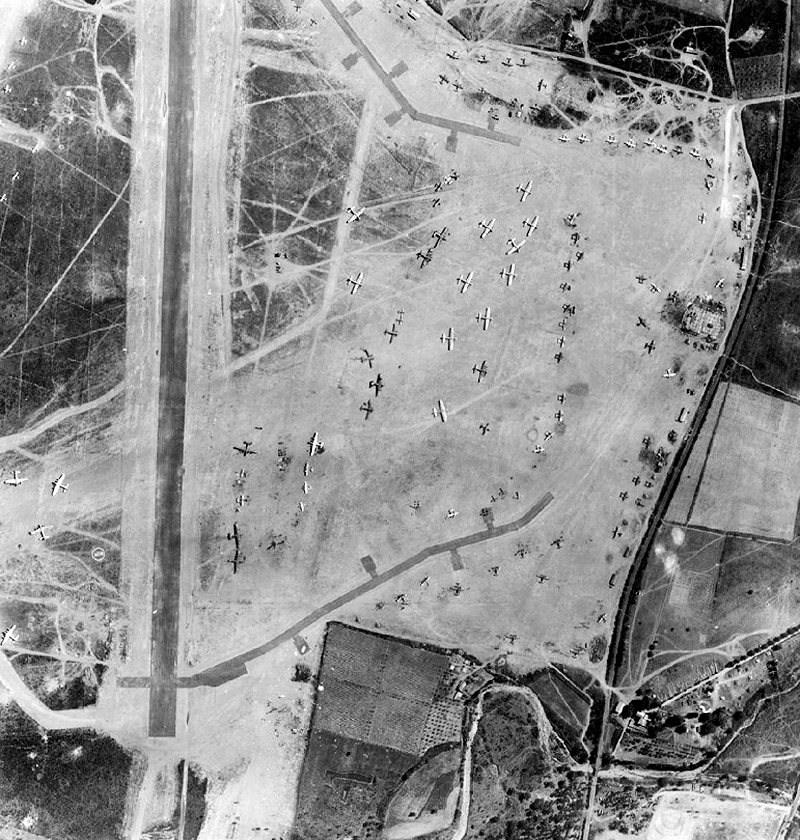
Vue aérienne de Bastia-Borgo prise le 15 août 1944 (Bastia Poretta est un autre terrain situé plus au Sud-Est). Plusieurs B-17 sont visibles.

Après la libération de la Corse l'aérodrome a servi de base aérienne à la Twelfth Air Force de l'United States Army Air Forces, mais aussi aux No. 451 et No. 3 Squadrons de la Royal Australian Air Force, au No. 630 Squadron de la Royal Air Force ainsi qu'à des aviateurs de la France libre. Il est alors l'un des 17 terrains d'aviation que compte ce qui fut surnommé le USS Corsica. Les aviateurs du Commonwealth ayant péri lors de leur service depuis ce terrain d'aviation reposent maintenant au Biguglia War Cemetery.
Contrairement à ce que mentionne la stèle située à l'entrée de l'aérogare actuelle, ce n'est pas de Poretta que décollera Antoine de Saint-Exupéry pour sa dernière mission mais du terrain juste au Nord, qui s'appelait Bastia-Borgo.

## Localisation
| \| 10 km1:520 000 \| Corte Ghisonaccia Ajaccio Bastia Calvi Figari Solenzara Propriano |
| 10 km1:520 000                                                                         |

Cet aéroport est situé à 16 km au Sud de Bastia, sur les communes de Lucciana et de Borgo. Il est géré par la Chambre de commerce et d'industrie de Bastia et de la Haute-Corse.

## Compagnies et destinations
| Compagnies          | Destinations |
| ------------------- | --- |
| Air Corsica         | - Charleroi Bruxelles-Sud, - Dole-Jura, - Rome Léonard-de-Vinci/Fiumicino, - Lyon-Saint-Exupéry, - Marseille-Provence, - Nice-Côte d'Azur, - Paris-Orly, - Toulouse-Blagnac |
| Air France          | - Paris-Orly, - Paris-Charles de Gaulle |
| EasyJet Switzerland | - Bâle-Mulhouse, - Genève-Cointrin |
| EasyJet             | - Bordeaux-Mérignac, - Londres-Gatwick, - Lyon-Saint-Exupéry |
| Eurowings           | - Berlin-Brandebourg, - Cologne/Bonn-K. Adenauer, - Düsseldorf, - Hanovre, - Nuremberg-A. Dürer, - Stuttgart                                                                |
| Lufthansa           | - Francfort, - Munich-F. J. Strauß |
| Luxair              | - Luxembourg-Findel |
| Transavia France    | - Biarritz-Pays Basque, - Lyon-Saint-Exupéry, - Montpellier-Méditerranée, - Nantes-Atlantique, - Oujda-Les Angades                                                          |
| Transavia           | - Rotterdam-La Haye |
| Volotea             | - Brest-Bretagne, - Bordeaux-Mérignac, - Paris-Beauvais, - Caen, - Lille Lesquin, - Lyon-Saint-Exupéry, - Nantes-Atlantique, - Rodez, - Strasbourg, - Toulouse-Blagnac      |

Un grand nombre de destinations ne sont ouvertes que pour les périodes de vacances, notamment du mois d’Avril au mois d'Octobre. Cependant, les compagnies Air France et Air Corsica assurent des vols réguliers toute l'année.
Édité le 17/03/2021. Actualisé le 16/02/2025.

## Trafic

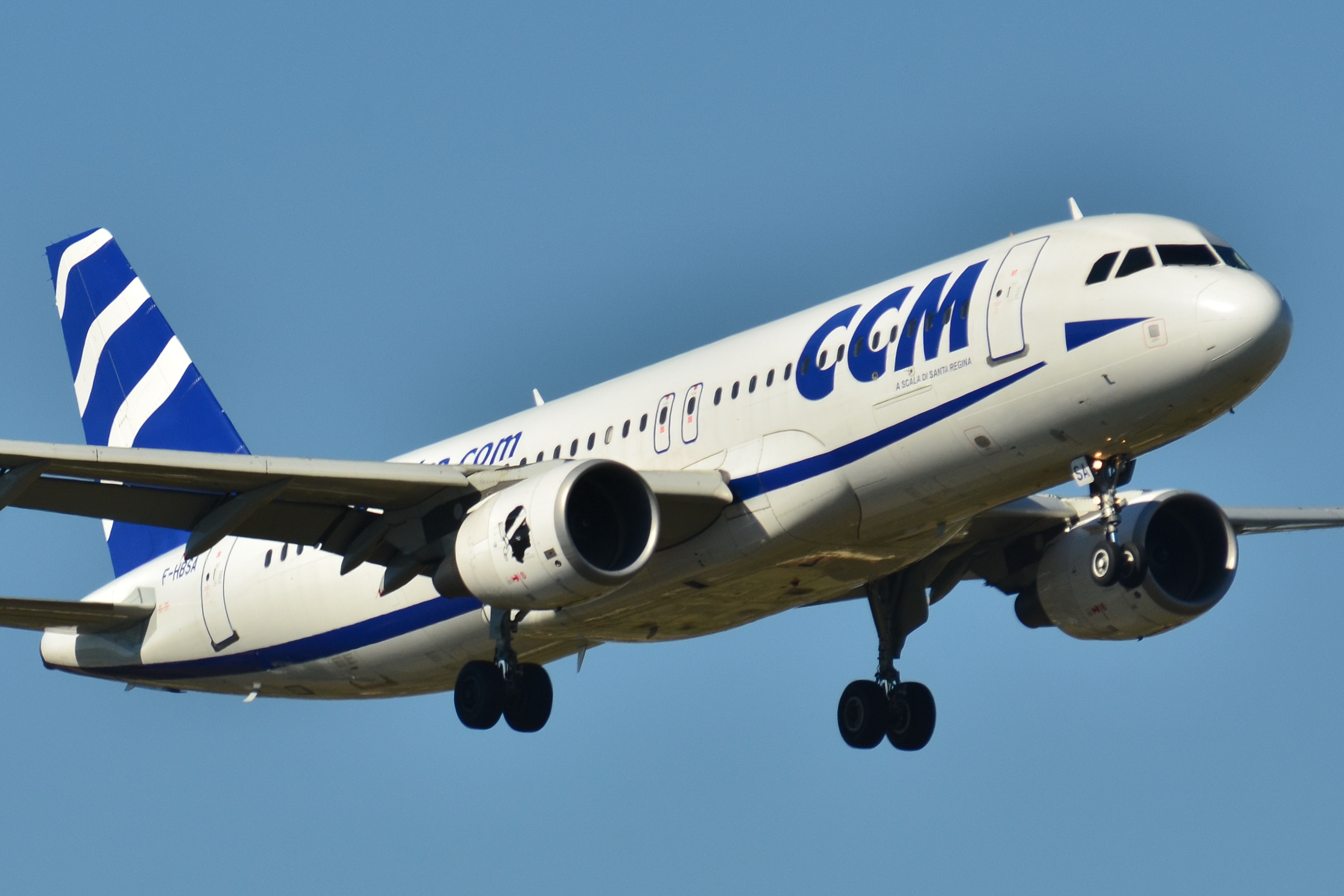
Un Airbus A320 - 200 - d'Air Corsica.

Cet aérodrome est ouvert au trafic commercial national et international, régulier ou non, aux avions privés, aux IFR et aux VFR.
Il accueille tout type d’aéronef pouvant aller d'avions de tourisme et d’école au Boeing 777-300 - utilisé par Air France depuis Paris-Orly en passant par les moyens courriers - famille A320 et Boeing 737 et court courrier - ATR72. Cet aéroport accueille parfois des avions de la sécurité civile ainsi que de l’armée de l’air tel que l’A400M ou le A330MRTT.

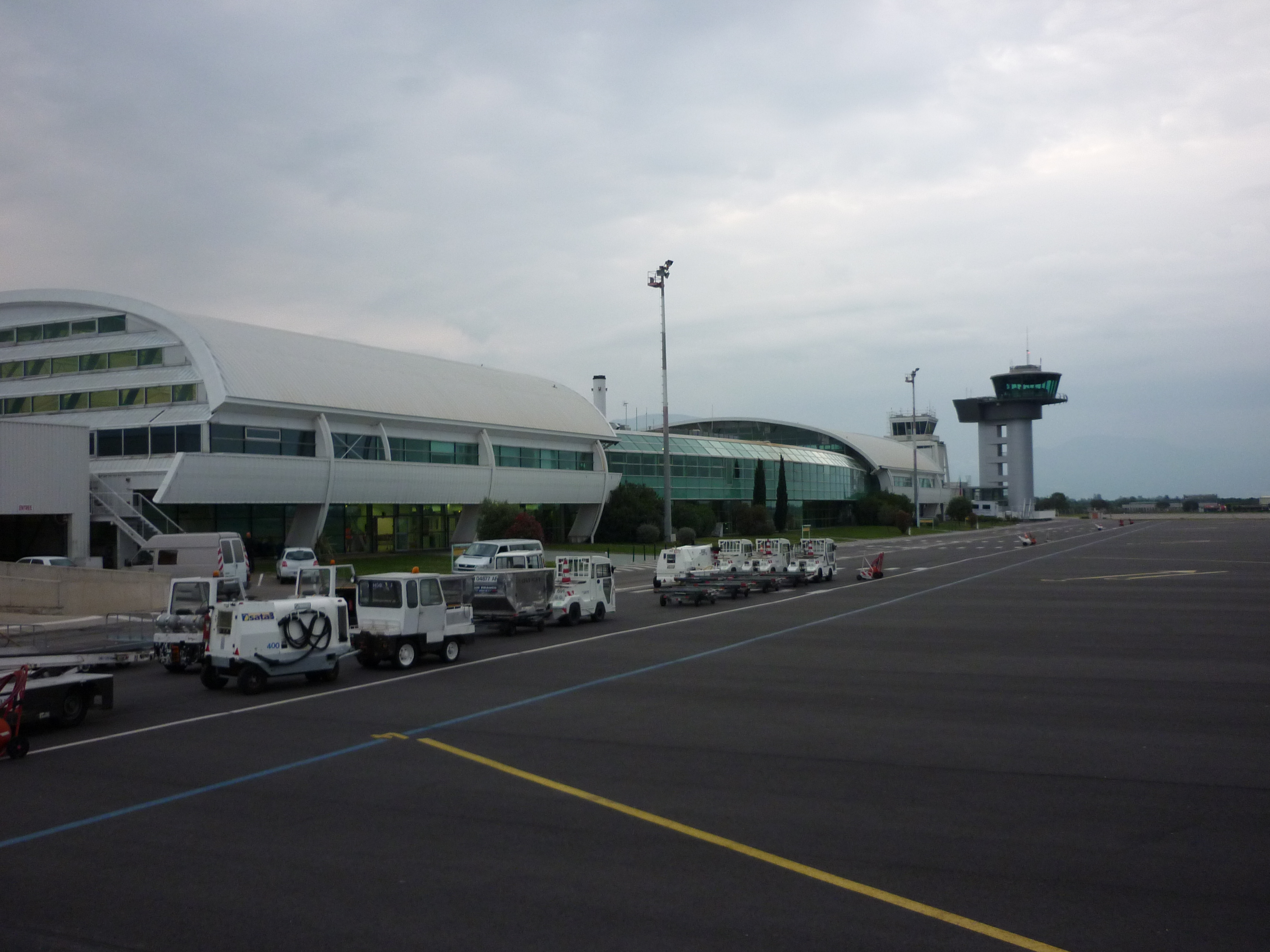
Le terminal à passagers vu depuis le tarmac.

C'est le deuxième aéroport de Corse en nombre de passagers après l'Aéroport d'Ajaccio  Napoléon Bonaparte et le quinzième aéroport français en 2013.
Le cap du million de passagers a été dépassé durant l'année 2008. La croissance de l'aéroport est positive, on note une évolution de +34 % entre 2000 et 2013.

### Évolution
Le graphique qui aurait dû être présenté ici ne peut pas être affiché car il utilise l'ancienne extension Graph, désactivée pour des questions de sécurité. Des indications pour créer un nouveau graphique avec la nouvelle extension Chart sont disponibles ici.

Voir la requête brute et les sources sur Wikidata.
| Année | Nombre de passagers | Variation  | Mouvements |
| ----- | ------------------- | ---------- | ---------- |
| 2000  | 841 921             |            | 33 444     |
| 2001  | 877 438             | + 4,2 %    | 34 317     |
| 2002  | 831 810             | - 5,2 %    | 33 816     |
| 2003  | 844 540             | + 1,5 %    | 37 020     |
| 2004  | 834 792             | - 1,2 %    | 32 005     |
| 2005  | 829 568             | - 0,6 %    | 34 615     |
| 2006  | 822 823             | - 0,8 %    | 43 055     |
| 2007  | 860 046             | + 4,5 %    | 33 735     |
| 2008  | 933 695             | + 8,6 %    | 34 563     |
| 2009  | 1 011 820           | + 8,4 %    | 35 601     |
| 2010  | 1 007 408           | - 0,4 %    | 35 687     |
| 2011  | 1 025 346           | + 1,8 %    | 38 318     |
| 2012  | 1 003 728           | - 2,1 %    | 35 353     |
| 2013  | 1 126 096           | + 12,2 %   | 35 983     |
| 2014  | 1 162 840           | + 3,3 %    | 35 772     |
| 2015  | 1 191 904           | + 2,5 %    | 35 517     |
| 2016  | 1 287 609           | + 8 %      | 38 770     |
| 2017  | 1 400 197           | + 8,8 %    | 39 243     |
| 2018  | 1 525 152           | + 10,7 %   | 41 249     |
| 2019  | 1 559 492           | + 2,3 %    | 41 684     |
| 2020  | 812 424             | - 47,9 %   | 24 929     |
| 2021  | 1 200 201           | ▲ +47,73 % | 30 018     |
| 2022  | 1 489 038           | ▲ +24,07 % | 37 020     |
| 2023  | 1 500 305           | ▲ +0,76 %  | 30 299     |